# Грбови рејона Јакутије
Грбови рејона Јакутије обухвата галерију грбова административних јединица руске федералне републике Јакутије, са статусом градских округа и рејона, те њихове историјске грбове (уколико их има).
Већина грбова настала је након проглашење Републике Јакутије 1992. године.

## Грбови округа и рејона
- Грб града 
 Јакутска
- Грб града 
 Жатаја
- 1 — Грб рејона 
 Абијски
- 2 — Грб рејона 
 Алдански
- 3 — Грб рејона 
 Аллаиховски
- 4 — Грб рејона 
 Амгински
- 5 — Грб рејона 
 Анабарски
- 6 — Грб рејона 
 Булунски
- 7 — Грб рејона 
 Верхњевиљујски
- 8 — Грб рејона 
 Верхњеколимски
- 9 — Грб рејона 
 Верхојански
- 10 — Грб рејона 
 Виљујски
- 11 — Грб рејона 
 Горњи
- 12 — Грб рејона 
 Жигански
- 13 — Грб рејона 
 Кобјајски
- 14 — Грб рејона 
 Ленски
- 15 — Грб рејона 
 Мегино-Кангаласки
- 16 — Грб рејона 
 Мирнински
- 17 — Грб рејона 
 Момски
- 18 — Грб рејона 
 Намски
- 19 — Грб рејона 
 Нерјунгрински
- 20 — Грб рејона 
 Нижњеколимски
- 21 — Грб рејона 
 Њурбински
- 22 — Грб рејона 
 Ојмјаконски
- 23 — Грб рејона 
 Олењочки
- 24 — Грб рејона 
 Ољокмински
- 25 — Грб рејона 
 Средњеколимски
- 26 — Грб рејона 
 Сунтарски
- 27 — Грб рејона 
 Татински
- 28 — Грб рејона 
 Томпонски
- 29 — Грб рејона 
 Уст-Алдански
- 30 — Грб рејона 
 Уст-Мајски рејон
- 31 — Грб рејона 
 Уст-Јански
- 32 — Грб рејона 
 Хангаласки
- 33 — Грб рејона 
 Чурапчински
- 34 — Грб рејона 
 Евено-Битантајски